# Польсько-Пидарево
По́льсько-Пида́рево (болг. Полско Пъдарево) — село в Сливенській області Болгарії. Входить до складу общини Нова Загора.

## Населення
За даними перепису населення 2011 року у селі проживали 382 особи.
Національний склад населення села:
| Національність   | Кількість осіб | Відсоток |
| ---------------- | -------------- | -------- |
| болгари          | 239            | 85,4 %   |
| турки            | 29             | 10,4 %   |
| цигани           | 12             | 4,3 %    |
| інша             | 0              | 0 %      |
| не визначились   | 0              | 0 %      |
| Всього відповіли | 280            |          |

Розподіл населення за віком у 2011 році:
Динаміка населення: